# Sam Witwer
Samuel Stewart „Sam” Witwer (Glenview, Illinois, 1977. október 20. –) amerikai színész.

## Fiatalkora és tanulmányai
Witwer Glenview-ben (Illinois), Chicago egy kis elővárosában nőtt fel. A Glenbrook South High Schoolba járt, mialatt dráma és színház órákon vett részt. Később az iskolai együttes (Love Plummer) vezető énekese lett. A tekintélyes "Juilliard School of Drama" iskolát látogatta egy ideig, mielőtt Los Angeles-be ment.

## Pályafutása
Vendégszerepelt a CSI: A helyszínelők, a JAG – Becsületbeli ügyek, a Sötét angyal és az Angel című sorozatokban. Az igazi áttörést a Csillagközi romboló hozta el számára, amelynek az első két évadjában szerepelt. 2008-ban megkapta Davis Bloome szerepét a Smallville-ben, ám 2009-ben távozott a sorozatból. Sam hangját adta a Star Wars: The Force Unleashed  című videójátékhoz, melyben a főszereplőt és egyben a játszható karaktert Galen Mareket, más néven Starkillert formálta meg.
2011-ben főszerepet kapott a A vámpír, a vérfarkas és a szellem című amerikai fantasy-horror filmsorozatban, amelyben a kétszázötven éves vámpírt, Aident alakítja. A Star Wars: A klónok háborúja és a Lázadók című animációs sorozatokban ő adta Darth Maul hangját. Utóbbi sorozat 2. évadjának 1. részében, a Lothal ostromában Darth Sidious eredeti szinkronhangját is ő kölcsönözte.

## Filmográfia

### Film
| Év   | Magyar cím                             | Eredeti cím                                  | Szerep                                   | Magyar hang   |
| ---- | -------------------------------------- | -------------------------------------------- | ---------------------------------------- | ------------- |
| 2006 | Crank – Felpörögve                     | Crank                                        | gengszter                                |               |
| 2007 | A köd                                  | The Mist                                     | Wayne Jessup közlegény                   |               |
| 2008 | Boncasztal                             | Pathology                                    | fiú a partin                             |               |
| 2009 | Gamer – Játék a végsőkig               | Gamer                                        | szociális munkás                         |               |
| 2010 |                                        | The United Monster Talent Agency (rövidfilm) | Drakula gróf                             |               |
| 2011 | Az alvilág királya                     | The Return of Joe Rich                       | Joe Neiderman                            | Varga Gábor   |
| 2012 |                                        | No God, No Master                            | Eugenio Ravarini                         |               |
| 2014 | Csillagkutyák 2. – Kaland a Holdon     | Space Dogs: Adventure to the Moon            | Kazbek (angol hangja)                    |               |
| 2015 |                                        | Tales of Halloween (rövidfilm)               | Hank                                     |               |
| 2015 | Az Igazság Ligája: Atlantisz trónja    | Justice League: Throne of Atlantis           | Orm (hangja)                             | Szatory Dávid |
| 2015 |                                        | Wrestling Isn't Wrestling (rövidfilm)        | Chyna                                    |               |
| 2015 | Star Wars VII. rész – Az ébredő Erő    | Star Wars: The Force Awakens                 | több szereplő hangja                     |               |
| 2016 | Zsivány Egyes – Egy Star Wars-történet | Rogue One                                    | Rohamosztagos / egyéb szereplők (hangja) |               |
| 2016 |                                        | Officer Downe                                | Burnham                                  |               |
| 2017 | Star Wars VIII. rész – Az utolsó jedik | Star Wars: The Last Jedi                     | egyéb szereplők hangja                   |               |
| 2018 | Solo: Egy Star Wars-történet           | Solo: A Star Wars Story                      | Darth Maul (cameo hangja)                |               |
| 2019 | Star Wars IX. rész – Skywalker kora    | Star Wars: The Rise of Skywalker             | egyéb szereplők hangja                   |               |

### Televízió
| Év        | Magyar cím                          | Eredeti cím                            | Szerep                                          | Megjegyzések                       |
| --------- | ----------------------------------- | -------------------------------------- | ----------------------------------------------- | ---------------------------------- |
| 2001      | Vészhelyzet                         | ER                                     | Tommy                                           | 1 epizód                           |
| 2001      |                                     | Arli$$                                 | gyászoló                                        | 1 epizód                           |
| 2001–2003 | JAG – Becsületbeli ügyek            | JAG                                    | Beasley / hanglokátor kezelője                  | 2 epizód                           |
| 2002      | Sötét angyal                        | Dark Angel                             | Marrow                                          | 1 epizód                           |
| 2002      |                                     | She Spies                              | Jason                                           | 1 epizód                           |
| 2003      | Angel                               | Angel                                  | John Stoler                                     | 1 epizód                           |
| 2003      |                                     | The Lyon's Den                         | Bryce Cherot / Chucke Porter                    | 1 epizód                           |
| 2003      |                                     | Star Trek: Enterprise                  | lajhár                                          | 1 epizód                           |
| 2004      | Döglött akták                       | Cold Case                              | James Creighton                                 | 1 epizód                           |
| 2004      | NCIS                                | 'NCIS                                  | Rafael törzsőrmester                            | 1 epizód                           |
| 2004      |                                     | Star Trek: New Voyages                 | őr (hangja)                                     | 1 epizód                           |
| 2004–2005 | Csillagközi romboló                 | Battlestar Galactica                   | Alex Quartararo                                 | 11 epizód                          |
| 2006      | Dexter                              | Dexter                                 | Neil Perry                                      | 3 epizód                           |
| 2006      | Dr. Csont                           | Bones                                  | Mitchell Downs                                  | 1 epizód                           |
| 2007      | Felhőtlen Philadelphia              | It's Always Sunny in Philadelphia      | izmos srác a boltban                            | 1 epizód                           |
| 2007      | Shark – Törvényszéki ragadozó       | Shark                                  | Richard Lee Franco                              | 1 epizód                           |
| 2007–2008 | CSI: A helyszínelők                 | CSI: Crime Scene Investigation         | Casella tisztviselő                             | 2 epizód                           |
| 2008–2009 | Smallville                          | Smallville                             | Davis Bloome                                    | főszereplő 8. évad (12 epizód)     |
| 2010      | The Walking Dead                    | The Walking Dead                       | Tank katona                                     | 1 epizód (stáblistán nem szerepel) |
| 2011–2014 | A vámpír, a vérfarkas és a szellem  | Being Human                            | Aidan Waite                                     | 52 epizód                          |
| 2011–2020 | Star Wars: A klónok háborúja        | Star Wars: The Clone Wars              | Darth Maul / A fiú / további szereplők (hangja) | 14 epizód                          |
| 2012      | Lego Star Wars: A Birodalom hazavág | Lego Star Wars: The Empire Strikes Out | Darth Maul / Darth Sidious (hangja)             | rövidfilm                          |
| 2014      | Grimm                               | Grimm                                  | Max Robbins                                     | 1 epizód                           |
| 2015      | Zaklatók                            | Stalker                                | Jamie Tolliver                                  | 1 epizód                           |
| 2015      | Rosewood                            | Rosewood                               | Heath Casablanca                                | 1 epizód                           |
| 2015–2018 | Star Wars: Lázadók                  | Star Wars: Rebels                      | Maul / Darth Sidious (hangja)                   | 7 epizód                           |
| 2016      | Egyszer volt, hol nem volt          | Once Upon a Time                       | Mr. Hyde                                        | 5 epizód                           |
| 2017      |                                     | Philip K. Dick's Electric Dreams       | Chris                                           | 1 epizód                           |
| 2018–2020 | Supergirl                           | Supergirl                              | Benjamin Lockwood / Liberty ügynök              | 18 epizód                          |
| 2018–2020 | Star Wars: Ellenállás               | Star Wars: Resistance                  | Hugh Sion (hangja)                              | 3 epizód                           |
| 2019–2020 | Riverdale                           | Riverdale                              | Mr. Chipping                                    | 5 epizód                           |
| 2020      |                                     | DC Universe All Star Games             | önmaga (házigazda)                              | 6 epizód                           |
| 2020      |                                     | Star Wars: Jedi Temple Challenge       | Az Erő sötét oldala (hangja)                    |                                    |
| 2021–2022 | Boba Fett könyve                    | The Book of Boba Fett                  | Rodiai fogoly / droid séf (hangja)              | 2 epizód                           |
| 2022      | Andor                               | Andor                                  | Parti rohamosztagos (hangja)                    | 1 epizód                           |
| 2022      |                                     | Mythic Quest                           | Ian apja                                        | 1 epizód                           |

### Videójátékok
| Év   | Cím                                | Szerep                     | Megjegyzések |
| ---- | ---------------------------------- | -------------------------- | ------------ |
| 2008 | Star Wars: The Force Unleashed     | Starkiller / Darth Sidious |              |
| 2008 | Soulcalibur IV                     | Starkiller                 | angol verzió |
| 2010 | Kinect Star Wars                   | Darth Sidious              |              |
| 2010 | Star Wars: The Force Unleashed II  | Starkiller / Darth Sidious |              |
| 2015 | Disney Infinity 3.0                | Darth Maul / Darth Sidious |              |
| 2015 | Star Wars Battlefront              | Darth Sidious              |              |
| 2016 | LEGO Star Wars: The Force Awakens  | Darth Sidious              |              |
| 2017 | Star Wars Battlefront II           | Darth Maul / Darth Sidious |              |
| 2019 | Days Gone                          | Deacon St. John            |              |
| 2019 | Star Wars Jedi: Fallen Order       | Darth Sidious              | Cameoszerep  |
| 2021 | Star Trek Online                   | Tenavik                    | [ 5 ]        |
| 2022 | Lego Star Wars: The Skywalker Saga | Darth Sidious / Darth Maul | [ 6 ]        |
| 2022 | The Callisto Protocol              | Leon Ferris százados       |              |
| 2023 | Horizon Forbidden West             | Walter Londra              |              |

### Hangoskönyvek
| Év   | Cím                                                                                                   | Szerep                | Megjegyzések                                                                             |
| ---- | --- | --------------------- | ---------------------------------------------------------------------------------------- |
| 2018 | Solo: A Star Wars Story Read-Along Storybook and CD                                                   | Darth Maul            | A Solo: Egy Star Wars-történet hangoskönyv-változata                                     |
| 2020 | Dark Vengeance: The True Story of Darth Maul and His Revenge Against the Jedi Known as Obi-Wan Kenobi | Darth Maul / narrátor | A klónok háborúja két epizódjának hangoskönyv-változata                                  |
| 2020 | From a Certain Point of View: The Empire Strikes Back (audiobook)                                     | narrátor              | A Birodalom visszavág - Bizonyos szemszögből című antológia-regény hangoskönyv-változata |

## Fordítás
- Ez a szócikk részben vagy egészben  a   Sam Witwer című angol Wikipédia-szócikk fordításán alapul.  Az eredeti cikk szerkesztőit annak laptörténete sorolja fel. Ez a jelzés csupán a megfogalmazás eredetét és a szerzői jogokat jelzi, nem szolgál a cikkben szereplő információk forrásmegjelöléseként.